# Lidia Carew
Lidia Carew (Udine, 31 maggio 1989) è una ballerina e personaggio televisivo italiana.

## Biografia
Fin da giovane si appassiona alla danza, iniziando la sua formazione a Milano per poi proseguire alla Alvin Ailey American Dance Theater di New York, dove sviluppa le sue abilità come performer e attrice. Durante i primi anni della sua carriera, si confronta con pregiudizi sociali, ma grazie alla determinazione e al supporto di un coach riesce a far emergere il proprio talento. Tornata in Italia nel 2016, fonda Lidia Dice, un'associazione no profit che supporta talenti definiti "improbabili", spesso vittime di stereotipi e discriminazioni. L'associazione promuove anche il progetto #ISEEYOU, un camp dedicato alla prevenzione della violenza e alla promozione dell’autoconsapevolezza attraverso l’arte.
Nel corso della sua carriera, Lidia ha lavorato in tournée nei principali teatri italiani e ha partecipato a video musicali di artisti internazionali come Alicia Keys, Pharrell Williams, Kendrick Lamar, Calvin Harris e Will I Am. Come attrice e ballerina, ha preso parte agli spettacoli Mephisto e Peer Gynt diretti da Luca Micheletti al Teatro Franco Parenti. Inoltre, ha recitato nel cortometraggio La Lepre, diretto da Lana Vladi.
A New York ha collaborato con la compagnia teatrale Organic Magnetics, diretta da Maija Garcia, ed è apparsa nella serie She’s Gotta Have It di Spike Lee su Netflix, così come nei film Divergent e Straight Outta Compton.
È stata invitata come speaker a eventi di rilievo, tra cui il Wired Next Fest a Firenze, GROW di Facebook, ConnectIN di LinkedIn Italia e il TEDx dell’Università Bocconi. Nel 2021, ha partecipato come insegnante di ballo nella sesta edizione del docu-reality Il collegio su Rai 2.

## Filmografia

### Attrice

#### Cinema
- Divergent, regia di Neil Burger (2014)
- Straight Outta Compton, regia di F. Gary Gray (2015)

#### Televisione
- She’s Gotta Have It, regia di Spike Lee – serie TV, 1 episodio (2017)
- La Repubblica delle Donne, regia di Piero Chiambretti – trasmissione TV, (2020)

#### Cortometraggi
- La Lepre, regia di Lana Vladi (2018)

#### Teatro
- Mephisto, regia di Luca Micheletti (2018)
- Peer Gynt, regia di Luca Micheletti (2018)

## Programmi televisivi
- Resto umile World Show – varietà (2011)
- Il collegio – reality (2021)
- ItaliaSì! – rotocalco (2022)